# (8902) 1995 UK4
A (8902) 1995 UK4 a Naprendszer kisbolygóövében található aszteroida. Kobajasi Takao fedezte fel 1995. október 20-án.